# Famille de Lambert des Granges
Pour les articles homonymes, voir Familles de Lambert.
La famille de Lambert des Granges est une famille française, originaire de Loudun, installée au début du XVIIe siècle dans la France du sud-est. Sa filiation suivie remonte à César Lambert (1578-1657), négociant maritime à Marseille, originaire de Loudun (département de la Vienne).
À partir du milieu du XVIIe siècle et jusqu'à la Restauration, elle compte parmi ses membres deux ingénieurs du roi, dont un qui passera au service de Pierre le Grand et deviendra le premier ingénieur général russe, elle donne également cinq générations de militaires. Elle compte des officiers de marine dont deux capitaines de vaisseau, un capitaine corsaire, un garde marine, un intendant général de Saint-Domingue, un officier supérieur de la maison du comte de Provence, un officier de cuirassier de la garde du roi Louis XVIII, quatre chevaliers de l'Ordre royal et militaire de Saint-Louis, dont trois successifs (1711, 1744, 1791). 
Elle se fixe au milieu du XVIIIe siècle en Bordelais où elle a possédé les seigneuries de la Garosse, la Tour et Gamarde.
Elle est membre de l’association Société des Cincinnati de France par représentation collatérale de Toussaint de Lambert, officier d'origine, admis en 1784.

## Historique
La famille de Lambert des Granges est une famille subsistante d'ancienne bourgeoisie française, en voie d'agrégation à la noblesse à la fin XVIIIe siècle. 
Elle est fixée à Marseille au XVIIe siècle avec César Lambert (1578-1657), négociant maritime de la ville de Marseille, « marchand, originaire de la paroisse de Loudun », qui épouse le 20 mars 1606 à Marseille Jeanne Borelly. Il eut pour fils André Lambert, baptisé le 5 avril 1633 à Marseille, ingénieur du roi et qui de son mariage en 1654 avec Jeanne de Martinon, eut six enfants dont deux fils : Joseph Gaspard (1655), qui eut une fille unique et Nicolas Claude (1666) qui continua la lignée. Elle compte quatre chevaliers de l'Ordre royal et militaire de Saint-Louis, dont trois successifs (1711, 1744, 1791).
Cette famille se fixe au milieu du XVIIIe siècle en Bordelais où elle est y toujours représentée et où elle a possédé les seigneuries de la Garosse, la Tour et Gamarde.

## Filiation
- César Lambert (1578-1657) épouse Jeanne Borelly.
  - André Lambert ou de Lambert (1633-1719) épouse Jeanne de Martinon. Ils ont six enfants.
    - Joseph-Gaspard Lambert de Guérin (1655.
    - Nicolas de Lambert (1666-1727). Il épouse en secondes noces Marie Claude Le Normant.
      - Claude-Ange Lambert (1706-1758). Il épouse Claire Bonnegrace.
        - Toussaint de Lambert (1740). Il épouse Marie Thérèse Rimbaud.

      - René Nicolas-Charles de Lambert des Granges (1707-1754). Il épouse Françoise Félicité Rivière, à Saint Domingue.
        - Charles Robert-Nicolas de Lambert des Granges (1754-1806). Il épouse Angélique-Jacqueline Marie Nigot de Saint-Sauveur (1765-1834).
          - Marie Françoise-Charlotte-Clotilde de Lambert des Granges (1785-1814) épouse Gaspard de Gaulne.
          - Hermine Jeanne-Charlotte-Honorine de Lambert des Granges (1786-1810) épouse Richard Duperrieu de Taste.
          - Aglaé Louise Marie de Lambert des Granges épouse Augustin Pierre Brunie.
          - Édouard Jacques de Lambert des Granges (1797-1865). Il épouse Jeanne Agathe Léontine de Biré.
            - Joseph Ernest de Lambert des Granges (1816-1879) épouse Marie Thérèse Germaine du Perier de Larsan (1826-1882).
              - Germain de Lambert des Granges (1848-1913) épouse Marie Elisabeth Hallez.

            - Emmanuel de Lambert des Granges (1828-1874) épouse Laure de Lambert (1828-1902).
              - René de Lambert des Granges (1849-1920) épouse Suzanne Bouniol (1854-1928).
                - Emmanuel de Lambert des Granges (1876-1956) épouse Madeleine Milhé de Saint Victor (1883-1969).
                  - René de Lambert des Granges (1906-1999) épouse Marie Antoinette Drouilhet de Sigalas (1909- 1998)
                  - Michel Claude Ange de Lambert des Granges (1914, mort pour la France le 16 juin 1940).

## Personnalités
I) César Lambert (né en 1578 à Loudun et mort à 79 ans le 22 mars 1657 à Marseille). Négociant maritime à Marseille, il épouse le 20 mars 1606 à Marseille Jeanne Borelly. Il est propriétaire d'une maison de commerce maritime en relation avec le Levant. En effet "le registre de l'amirauté de Marseille permettant d'établir la liste des principales maisons de commerce de Marseille", mentionne que la maison de César Lambert était engagée dans le commerce maritime avec l'Italie, l'Espagne, la Syrie, et l'Égypte,. Il correspond, avec Nicolas -Claude Fabri de Peiresc (1580-1637), qui marque un intérêt appuyé pour l'Égypte où César Lambert voyagea de 1627 à 1632. César Lambert a laissé de nombreux témoignages de ses voyages, dont ses lettres originales adressées en 1627 à Peiresc, conservées par la bibliothèque Inguimbertine de Carpentras décrivant spécialement le Caire et Alexandrie. Ses relations d'Égypte "véritables et curieuses" retracent dans un ouvrage collectif ce qu'il a vu de plus remarquable au Caire, Alexandrie, et autres villes d'Égypte dans les années 1627 à 1632. De son mariage avec Jeanne Borelly il eut André Lambert, baptisé le 5 avril 1633 à Marseille (paroisse Saint-Martin) .
II) André Lambert ou de Lambert (baptisé le 5 avril 1633 à Marseille et inhumé le 4 octobre 1719 à Marseille (paroisse Saint Martin).
Ingénieur militaire, André Lambert est cité comme collaborateur de Pierre-Paul Riquet, entrepreneur du Canal du Midi.D'une grande expérience, notamment pour la réalisation d'ouvrages en 1664 sur le Lot et l'année suivante sur l'Agoût, Il représente Riquet dans la passation de marchés en qualité de directeur pour le roi des ouvrages du canal de communication entre les deux mers, notamment le 16 mai 1667 et le 1er mars 1668.
En 1676, il est nommé architecte à l'arsenal de Rochefort,.
Le 31 mai 1676, dans l'acte de mariage de sa fille Marie avec Marc-Antoine du Drot, écuyer, sieur de Pachère, il est indiqué « noble homme André Lambert, ingénieur des travaux de Sa Majesté au port de Rochefort». Il est indiqué « noble André de Lambert, ingénieur des travaux de Sa Majesté » dans le contrat de mariage du 10 février 1682 de celle-ci avec Jean-Pierre d'Audiffret, écuyer, de Manosque.
En octobre 1676, il accompagne Jean-Baptiste Colbert de Seignelay venu à Toulon pour y étudier la création d'un arsenal. écrit à son père Colbert ceci à son sujet : « J'ai été bien ayse de faire travailler le sieur Lambert » {sur un plan de l'arsenal de Toulon]. Néanmoins ses plans, ainsi que ceux de deux autres ingénieurs, ne furent pas retenus et Vauban nommé en 1678 commissaire général des fortifications s'en chargea.
Toujours en octobre 1676, il accompagne Jean-Baptiste Colbert de Seignelay à Marseille qui écrit à son sujet à son père : « Vous me demandez par qui j'ay fait examiner le prix des ouvrages de maçonnerie qui se font à Marseille : c'est par Lambert, que j'avois mené avec moy et qui s'en est assez bien acquitté ; j'espère qu'il se rendra capable de l'employ auquel vous le destinez ».
En 1679, il est à Trinquetaille, port d'Arles (Sa fille Théodora y épouse le 7 décembre 1679 Antoine Poulin du Clos, écuyer).
Dans un courrier de juillet 1679 Colbert indique à Henri d'Aguesseau, intendant à Toulouse, que si celui-ci manque d'ingénieurs pour ses travaux d'assèchement de marais, il peut contacter l'intendant de Marseille, qui lui enverra André Lambert qui a travaillé autrefois avec le chevalier de Clerville (le chevalier de Clerville est en 1666 le parrain de Nicolas-Claude, fils d'André de Lambert). Il ajoute que si l'intendant le souhaite, il peut nommer André Lambert comme inspecteur sur les ouvrages du canal du Midi.
En 1682, il est ingénieur des travaux de Sa Majesté à Marseille.
Le 6 mars 1690, résidant à Narbonne, il se rend adjudicataire pour 67 000 livres des ouvrages du Canal de la Robine de Narbonne et s'engage à achever pour le 1er septembre 1691 les travaux commencés par un entrepreneur nommé Maton, 
En janvier 1692, une transaction est passée entre les consul de Narbonne et André Lambert, ingénieur ordinaire du roy, entrepreneur des ouvrages du canal de la Robine de Narbonne, à la suite de la folle enchère faite par lui le 16 mars 1690 devant l'intendant de la province.
Le 6 juin 1693, sa fille Claire épouse dans la cathédrale Saint Sébastien de Narbonne, Georges-Baptiste d'Asté, chevalier de Saint-Louis, ingénieur du roi, originaire de la ville de Paris (le contrat de mariage est signé le 15 avril en présence d'Antoine de Niquet, ingénieur général des provinces du Languedoc, qui avait préparé les devis et les plans du canal de la Robine en 1688).
Il meurt début octobre 1719 (inhumé le 4) à Marseille. De son mariage avec Jeanne de Martinon, il eut six enfants dont deux fils : Joseph-Gaspard (1655) et Nicolas-Claude (1666) qui suivent.

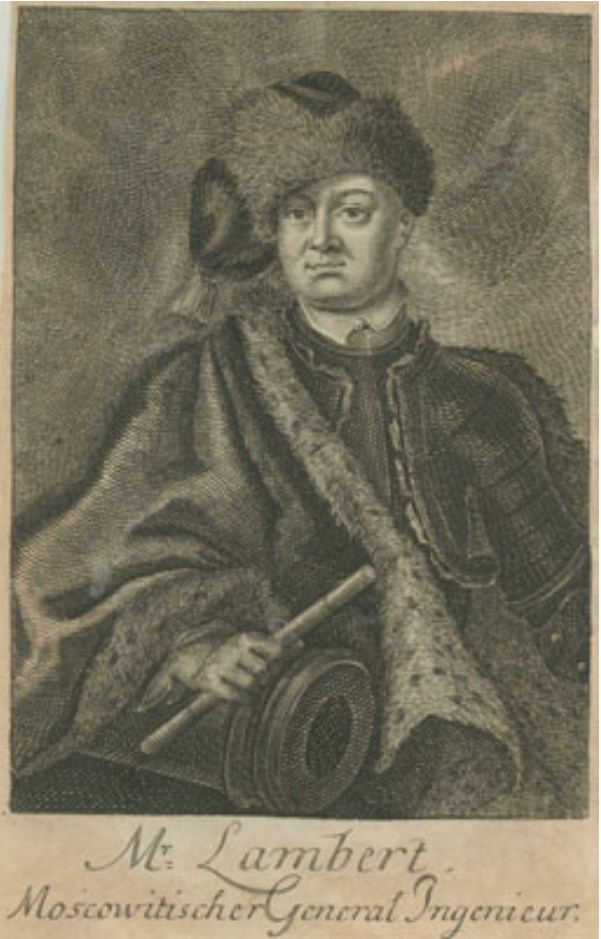
Joseph-Gaspard Lambert, ingénieur ordinaire du roi Louis XIV puis ingénieur général russe.

III) Joseph-Gaspard Lambert de Guérin, né à Grenoble en 1655, ingénieur ordinaire du roi Louis XIV à Paris et à Arles,,, et ingénieur général russe.
 
En 1701, il passe au service de la Russie comme ingénieur général avec le rang de colonel, le premier à occuper ce poste en Russie. Il joue un rôle actif aux sièges de Schlusselbourg (1702), de Nyenschanz (1703) et de Narwa (1704),.
 
Il reçoit du tsar en 1703, la croix de l'ordre de Saint André (ordre fondé en 1698 par Pierre Ier et réservé aux plus importants personnages de l'État, tant civil que militaire ; Il est le premier français et le 12e récipiendaire de l'ordre, depuis sa création, sur les 18 créés par Pierre Ier).
 
Il prend part une part active à la fondation et à la construction de St-Peterbourg par Pierre Ier,. Il a conçu le plan de la citadelle de Saints Pierre et Paul,,
 
En 1706, après trois années de services auprès du tsar, Lambert de Guérin est récompensés par la croix de Saint-André mais sans aucun appoint pécuniaire. Il est jalousé pour son ascension rapide et sa proximité avec le tsar. Il est réduit à vendre tout ce qu'il possède pour rentrer en France,.
 
Il quitta Pierre-le-Grand sous le prétexte d'engager des officiers au service de la Russie, passa à Dantzig et de là à Copenhague et à Berlin où il fut arrêté puis s'enfuit à Livourne. Pierre Ier lui ordonna de ne plus porter le cordon de St-André. De Livourne, il pria en 1715 le tsar de le prendre de nouveau à son service, lui disant qu'il avait été menacé par les boyards russes, il n'eut pas de réponse à sa lettre.

Il est l'auteur selon le site Gallica de la BNF en 1710 de l'ouvrage Le prince Kouchimen, histoire tartare, et Don Alvar del Sol, histoire napolitaine ,, ouvrage critique contre Menchikov, ministre du tsar.
III) Nicolas - Claude de Lambert, né à Lavaur le 5 juillet 1666 et mort à Toulon le 18 août 1727. Officier de marine et d'artillerie, et corsaire, chevalier de Saint- Louis, le 27 novembre 1711. Son parrain est le chevalier Nicolas de Clerville, ingénieur militaire, intendant général des fortifications de France, prédécesseur de Vauban. Marié à Dunkerque le 25 mai 1706 en secondes noces à Marie Claude Le Normant, fille du greffier en chef du Grand Conseil sous le règne du roi Louis XIV, en présence des frères de cette dernière, Ange Le Normant de Mezy, commissaire de la Marine, et de Claude-Simon Le Normant, chevalier de Beaumont. Elle était aussi la cousine germaine de Sébastien-François-Ange Le Normant de Mezy, conseiller d'État, intendant des armées navales qui fut l'adjoint du ministre de la Marine Massiac ; ainsi que de Monsieur Le Normant d'Etioles mari de la marquise de Pompadour. 
Artefeuil (en 1759) et La Chesnaye-Desbois (en 1775) dans leur dictionnaire respectif, le nomment "noble Nicolas de Lambert de Lavor en Languedoc", époux de dame Marie-Claude Le Normant, fille du greffier en chef du Grand Conseil sous le règne du roi Louis XIV. Artefeuil précise que Nicolas de Lambert (de Lavaur en Languedoc) porte les armes De gueules à un levron d'argent assis sur une terrasse de sinople, qui sont différentes des armes portées par ses descendants.
Il commence sa carrière comme enseigne de vaisseau de bombardier à Toulon (1691), sous-lieutenant d'artillerie à Dunkerque (1692), capitaine de galiote, lieutenant d'artillerie (1695), capitaine d'artillerie à Rochefort (1705). Comme plusieurs officiers de marine, il fut affecté en qualité de Corsaire à Dunkerque et Toulon. Il commanda en cette qualité quatre navires du roi armés en course : Les Jeux, Le Toulouse, Le Téméraire", et L'Heureux Retour. Le botaniste Louis Feuillée qui s'embarque à Marseille le 14 décembre 1707 sur le Saint-Jean-Baptiste, navire marchand commandé par l'ancien corsaire Jean Doublet, décrit avec ce dernier, le combat livré par L'Heureux Retour, en mai 1708, dont ils sont les témoins oculaires. Le 9 mai, c'est le périlleux passage du détroit de Gibraltar surveillé par les bateaux de guerre anglais. l'Heureux Retour, attaqué par deux frégates anglaises (vers 5 heures du soir) « l'une de soixante canons et l'autre de soixante et douze », engage le combat (n'ayant que du 12 dans l'entrepont pont et du 6 en haut avec en tout 40 pièces), afin d'immobiliser les deux bateaux ennemis et de permettre au reste du convoi de prendre le large. Mais l'issue d'un tel combat ne pouvait faire de doute. « Lorsque M. de Lambert se voit forcé d'amener son pavillon (après 11 heures du soir), il reçoit les Anglais qui viennent prendre possession du navire, une mèche à la main, debout auprès de plusieurs barils de poudre. Le premier compliment qu'il leur adressa était qu'il prétendait, avant même de parler de capitulation, qu'on lui accordât les demandes qu'il ferait, sans quoi il allait mettre le feu aux poudres et faire sauter son navire. On lui accorda tout ce qu'il demandait ». « Ce sacrifice ne fut point inutile, car, tandis que les deux frégates, sérieusement touchées, rentraient à Gibraltar avec leur prise, le bateau du Père Feuillée poursuivait hâtivement sa route ».
Son dossier personnel aux archives de la marine nous apprend qu'il avait été autorisé en 1712 à commander un des vaisseaux armés pour le compte du roi d'Espagne sous le commandement du sieur de Mezy son beau frère, comme le précise son épouse dans sa supplique au régent, lorsqu'il fut compromis six ans plus tard dans les détails de la conspiration de Cellamare. En effet accusé d’avoir offert ses services à l'Espagne, il avait été incarcéré par lettre de cachet en 1718 à la Grosse Tour de Toulon. Il en était sorti au bout de quelques mois, « mais il avait dû désormais vivre dans la retraite jusqu’à sa mort en 1727». Son acte de sépulture précise néanmoins, qu'à sa mort, il était commandant de la compagnie des bombardiers de Toulon. D'où une fille, Marie -Thérèse qui épouse le 13 octobre 1745 à Toulon Jean-Baptiste de Nas seigneur de Tourris, lieutenant de vaisseau, fils de feu François de Nas, seigneur de Tourris, capitaine de vaisseau et chevalier de saint Louis,,, et deux fils Claude-Ange et René-Nicolas-Charles.
IV) Claude-Ange Lambert, né à Toulon le 3 septembre 1706, décédé au Cap le 9 décembre 1758, écuyer,intendant de justice, police, finances et de la marine de Saint-Domingue en janvier 1757. Entré au service le 30 septembre 1722 comme élève écrivain, écrivain ordinaire le 10 avril 1724, principal le 23 juin 1731, commissaire de la marine le 1er avril 1738, toute sa carrière s’était écoulée dans le port de Toulon où il avait successivement rempli les fonctions d’inspecteur des constructions et radoubs, puis des approvisionnements de bois, et, depuis 1744, celles de contrôleur. En 1754, son supérieur M. de Villebranche donne son appréciation : Grand travailleur, possède bien toutes les parties du service, et en état de remplir les premières places. Conseiller du roi en ses conseils, intendant de justice, police, finances et de la marine, des Iles françaises de l'Amérique sous le Vent, commissaire général de la marine, ordonnateur au Cap, premier conseiller des deux conseils de Saint-Domingue. Reçu au conseil du Cap le 4 décembre 1758, il meurt au Cap le 9 du même mois,. Il avait épousé le 10 novembre 1726, à Toulon Claire Bonnegrace. D'où Thérèse-Françoise, mariée le 15 juillet 1755 à Messire Thomas-François Mervé de Joinville, écuyer, qui fut consul de France du levant, Sauveur -Laurent- Nicolas, commissaire de la marine décédé sans postérité, et Toussaint qui suit.

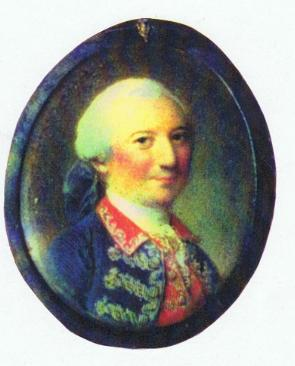
Toussaint de Lambert, chevalier de Saint-Louis, capitaine de vaisseau, admis en 1784 au sein de la Société des Cincinnati de France

V) Toussaint de Lambert, né à Toulon le 2 novembre 1740, et mort en 1799. Chevalier de Saint-Louis le 8 décembre 1781. capitaine de vaisseau (1778). Il entre dans une compagnie de gardes de la Marine en 1755 à Toulon, il sera sous-brigadier des gardes (1757), chef de brigade et enseigne de vaisseau (1761), brigadier des gardes-marine (1764) capitaine-lieutenant au 1er bataillon du régiment de Toulon (1772), capitaine de fusiliers (1775), capitaine de vaisseau (1778). Retiré le 1er juin 1780, pour raison de santé avec commission de capitaine de vaisseau, et une pension de 1 400 livres. Chevalier de Saint-Louis le 8 décembre 1781). Embarquements : L'Hippopotame en 1756. De 1756 à 1758 : Le Lion, La Pléiade, Le Centaure, et la Chimère. En 1759, Le Guerrier, En 1760 Le Fantasque. en 1764, l'Altier. Le Topaze et Le Sagittaire, La Caméléon. Le Singe, La Pléiade en 1773. Il servit pendant la guerre d'indépendance des États-Unis, sur la Provence dans l'escadre du comte d'Estaing 1778, et pris part aux affaires de Rhodes Island, au combat du 11 août 1778, du 6 juillet 1779 et au siège de Savannah. Il est admis en 1784 dans la branche française de la Société des Cincinnati,,,. Il est qualifié messire dans son acte de mariage le 5 mai 1767 avec Mademoiselle Rimbaud Marie Thérèse, fille de messire Henri François Rimbaud, conseiller, avocat et procureur du Roy au siège de l'amirauté et de dame Anne Court, il n'eut pas de postérité.
IV) René-Nicolas-Charles de Lambert des Granges,,, né le 3 février 1707 à Toulon, et décédé à la mer, à bord du navire Le Bristol, le 18 décembre 1754. Capitaine de vaisseau, le 1er juin 1754. Chevalier de Saint-Louis le 1er mars 1744,. Dans sa plus tendre jeunesse, il a servi sous son père au département de Toulon, tant sur les vaisseaux de Sa Majesté que dans l'artillerie. En effet, "Avant d'entrer dans la Marine il a fait deux campagnes, notamment sur L'invincible en 1725. En 1726 il fut envoyé à St Gervais pour les épreuves de poudre. En 1727, il perdit son père, et Monseigneur le comte de Maurepas, voulant reconnaître ses services en avançant son fils sur la promotion des gardes de la marine, sur l'état de laquelle il était depuis 4 ans, n'étant point prête, et en cours de paraître, il fut fait ayde d'artillerie le 10 mai 1728. Il a ensuite été envoyé à l'ile Royale pour y commander l'artillerie, où il a établi toutes les batteries tant à Louibourg qu'à Port Toulouze et à l'Ile St Jean. Il y a établi aussi une compagnie de bombardiers et canonniers ainsi que des écoles dans lequel exercice il a formé de bons officiers. Le 13 avril 1734, il obtient le brevet et les appointements (720 livres) de sous-lieutenant d'artillerie avec l'appui M. de Saint Ovide, gouverneur de l'Ile Royale qui rend des témoignages avantageux de (son) application et de (sa) bonne conduite., alors que sceptique, il écrivait le 22 février 1729, que le sieur Lambert, jeune homme de 18 à 20 ans, ne saurait avoir l'expérience qu'il faut pour une place de guerre comme celle de L'ile Royale qui est dotée d'une des plus fortes et plus nombreuse artillerie de France. En 1742 il est embarqué sur les navires du roi, Le Ruby, et en 1743 sur La Charente. En 1744, lors de la déclaration de guerre avec l'Angleterre, il est envoyé à St Domingue comme lieutenant d’artillerie de la marine, dont il a obtenu le brevet le 1er juin 1742, pour y commander en chef l'artillerie et former tous les établissements nécessaires à cette partie du service et à la constitution d'une compagnie de bombardiers et de deux de canonniers bourgeois,. Il reçoit en 1749, le commandement du fort Royal au Cap et mis ce fort en état de ne rien craindre. Il est désigné pour commander la ville du cap en cas d'absence de M. de Vaudreuil en cas de siège. Repassé à Rochefort en 1750 puis à St Domingue en 1752. Le 23 mai 1754 il est promu capitaine de Vaisseau. Il décède le 18 décembre 1754 en mer, son fils Charles-Robert qui suit, était né le 6 décembre. Qualifié écuyer dans son acte de mariage le 30 juin 1745 avec Françoise-Félicité Rivière, à Saint Domingue, qui était veuve en premières noces de Messire Bernard d'Artaguette, et fille de François Rivière, écuyer, conseiller secrétaire du roi. En 1763 le procureur de sa veuve (remariée à Jean de Casamajor de Gestas) le qualifie dans un dossier de succession "messire Charles Nicolas de Lambert des Granges". Il est de même qualifié "messire Charles Lambert des Granges, écuyer", dans l'acte de mariage de sa veuve avec messire Jean de Cazamajor de Gestas, le 14 janvier 1763 à Bordeaux, en la paroisse Puy Paulin.
V) Charles-Robert-Nicolas de Lambert des Granges,, né le 6 décembre 1754 à Saint-Domingue,,, mort le 30 août 1806 à Baurech (Gironde), qualifié chevalier dans les actes de procédure pour l'établissement de son contrat de mariage et dans l'État militaire de France pour l'année 1789, colonel, et lieutenant de la compagnie des Suisses de la garde ordinaire du corps de Monsieur, comte de Provence, chevalier de Saint-Louis. Son dossier personnel nous indique qu'il a commencé à servir, le 28 octobre 1769, à 15 ans, comme soldat dans le régiment du Maréchal de Turenne. Toujours dans le même régiment, il est breveté sous-lieutenant le 17 avril 1774 et capitaine le 3 juin 1779. Il obtient une sous-lieutenance dans la Garde Suisse de Monsieur, le 23 mai 1784, où il reçoit le rang de mestre de camp le 8 juillet 1787. Il est ensuite promu colonel d'infanterie le 8 juillet 1789, chevalier de Saint-Louis en 1790. Marié le 25 mai 1784 à Angélique-Jacqueline Marie Nigot de Saint-Sauveur, (1765-1834), issue d'une famille de magistrats qui donna quatre présidents de la Chambre des Comptes de Paris, originaire d'Auxerre et qui détenait le fief de Saint-Sauveur-en-Puisaye. Elle était aussi la nièce de Jean-François Ogier,, président honoraire du Parlement de Paris. De ce mariage sont issus :
- Marie-Françoise-Charlotte-Clotilde de Lambert des Granges, née le 16 avril 1785 à Paris, mariée le 12 octobre 1814 à Bordeaux, avec Gaspard de Gaulne[103].
- Hermine-Jeanne-Charlotte-Honorine de Lambert des Granges, née 17 aout 1786 à Paris, mariée le 07 mars 1810 à Baurech (Gironde), avec Richard Duperrieu de Taste, avocat, fils d'un conseiller à la cour des aides de Guyenne[104].
- Aglaé-Louise-Marie de Lambert des Granges, épouse le 23 juin 1813, Augustin Pierre Brunie, conseiller auditeur à la cour impériale de Bordeaux[105], fils d'un ancien conseiller et procureur du roi[106].
- Édouard-Jacques de Lambert des Granges, qui suit.

VI) Édouard-Jacques de Lambert des Granges, né le 5 juin 1797 (17 Prairial an V) à Saint-Sauveur-en-Puisaye (Yonne)), membre de la garde du comte d'Artois, compagnie de Luxembourg (nommé garde en pied le 11 juillet 1818), sous-lieutenant de carabiniers de cavalerie de Monsieur le 28 mai 1819, régiment commandé par le comte de Bréon, puis lieutenant au régiment de cuirassiers de la garde du roi Louis XVIII. Marié à Bordeaux le 19 novembre 1825 à Jeanne-Agathe-Léontine de Biré. Il fut maire de Baurech en Gironde, de 1831 à 1840 et mourut à Bordeaux en 1865, d'où Joseph-Ernest (1826) et Emmanuel (1828) :
- Joseph-Ernest de Lambert des Granges, qui suit
- Emmanuel de Lambert des Granges, qui suit.

VII) Joseph-Ernest de Lambert des Granges, qualifié marquis de Lambert des Granges, né à Bordeaux le 28 octobre 1826, marié à Bordeaux le 4 novembre 1847 avec Marie-Thérèse-Germaine du Perier de Larsan, d'où Germain qui suit.
- VIII) Germain de Lambert des Granges, marié à Mademoiselle Hallez[96], sans postérité.

VII) Emmanuel de Lambert des Granges, né en 1828 à Bordeaux, épousa en 1848 à Barran (Gers) dont il était maire, Laure de Lambert (1827-1902). Il y est décédé le 10 novembre 1874. d'où
- René de Lambert des Granges qui suit :

VIII) René de Lambert des Granges, né le 10 octobre 1849 à Barran (Gers), décédé à Baurech (Gironde) le 20 juillet 1920. Il épousa à Vias (Hérault) le 17 août 1875 Suzanne Bouniol, d'où
- Emmanuel de Lambert des Granges, qui suit

IX) Emmanuel de Lambert des Granges, né à Béziers (Hérault) le 17 juin 1876, décédé à Béziers le 12 septembre 1956. Sorti de Saint-Cyr en 1899 (promotion Bourbaki) il quitta l'armée en 1906 avant de reprendre du service comme capitaine d'infanterie en 1914. Commandant d'une compagnie de mitrailleuses, il termina la campagne en 1918, après 4 blessures en qualité de chef de bataillon au 3e bureau de la VIe armée. Il était chevalier de la Légion d'honneur et décoré de la croix de guerre avec Palmes. Il épousa le 26 janvier 1905 à Béziers Madeleine Milhé de Saint Victor, née le 18 octobre 1883 à Béziers, décédée le 6 novembre 1969 à Castries (Hérault), d'où :
- X) René de Lambert des Granges, né le 11 octobre 1906 à Béziers, viticulteur, épouse à Brouqueyran (Gironde) le 19 août 1930, Marie Antoinette Drouilhet de Sigalas[75], fille de Gérard Jean Drouilhet de Sigalas, membre de la Société des Cincinnati, et de Catherine de Lacaze[75] d'où,
  - XI) Gérard de Lambert des Granges, né en 1931, Croix de la Valeur militaire, marié le 18 juin 1960 à Gabrielle de Lambert[110].
  - XI) Suzanne de Lambert des Granges, née en 1932,
  - XI) Jacques-Edouard de Lambert des Granges, né le 11 février 1936, marié en 1964 à Charlotte de Castelbajac
  - XI) Emmanuel de Lambert des Granges, né le 17 septembre 1938, marié en 1965 à Anne-Thaïs de Castelbajac
- X) Bernard de Lambert des Granges, né à Béziers le 27 février 1910, marié à Claire de Saint-Exupéry le 15 octobre 1938[75], Croix de guerre, décédé le 11 aout 2001.
- X) Jeanne de Lambert des Granges, née à Béziers le 23 mars 1913, mariée le 12 avril 1934 au baron Durand de Fontmagne[75]
- X) Michel Claude Ange de Lambert des Granges, né à Béziers le 11 décembre 1914, Mort pour la France le 16 juin 1940, à Chêne -Chenu (28). Il commandait le corps franc du régiment d’infanterie coloniale du Maroc (RICM). Chevalier de la Légion d’honneur et décoré de la Croix de guerre[75],[111],[112]. Le journal L’Éclair de Montpellier nous indique qu'il est "engagé avec son régiment dans la bataille livrée aux environs de Dreux, il couvrait avec son groupe le repli des bataillons d'arrière garde. Durant toute la journée du 16 juin, le groupe franc, sous les ordres du lieutenant de Lambert des Granges, avait brillamment brisé les efforts d'encerclement de l'ennemi. Vers 20 heures, il tenait toujours la voie ferrée sous un violent bombardement[113] ". Henry Noullet relate dans son ouvrage, Les chevaliers de la Coloniale[114] les exploits du RICM dont les hommes ont payé un lourd tribut en 1940, notamment la fin du lieutenant Michel de Lambert des Granges, ancien porte drapeau, le 1er mai 1940, à l'Arc de Triomphe[115],[116], du régiment le plus décoré de France : "Le Lieutenant de Lambert des Granges émerge de son parapet de cailloux. À la jumelle il observe les lisières de La Touche. il pense, lui aussi, qu'il n'y a plus un soldat français vivant dans les décombres. mais pour en être sûr, il envoie le caporal Cladéra, promu agent de liaison, demander au commandant Bacetta si tous ceux dont il devait couvrir le repli sont passés. Un instant, il regarde s'éloigner son messager. Arrivera-t-il se demande-t-il. Puis il se retourne pour faire face à l'ennemi qu'il doit encore contenir. C'est alors que frappé en pleine poitrine, il s'abat sans un mot, sans un cri et roule lentement jusqu'au pied du remblais. Ses hommes l'entourent aussitôt. L'un d'eux file vers l'arrière et rapporte une civière oubliée.Ils y déposent le corps du lieutenant. Porté à l'épaule par quatre marsouins, ils passent devant leurs camarades qui lâchent leurs armes un bref moment pour saluer au garde-à-vous le chef à qui chacun d'eux aurait donné sa vie pour qu'il garde la sienne". Ses hommes transporteront son corps sur plus de 20 kilomètres pour l'enterrer au pied du monument aux morts de Gohory. Sur le texte de sa citation on pouvait lire : Est tombé glorieusement pour sauvegarder l'honneur de la Patrie et porter encore plus haut le renom du Régiment d'Infanterie Coloniale du Maroc[116]. Une rue porte son nom à Béziers[117]. En 2018, il est mis à l'honneur lors des cérémonies du 8 mai, par sa ville natale, et le R.I.C.M. qui est présent avec son chef de corps et la garde au drapeau[118],[119] sans postérité.

## Alliances
Les principales alliances de la famille de Lambert des Granges sont : Borelly (Marseille) (1606), de Martinon (1654), du Drot (1676), Poulain du Clos (1679), d'Audiffret (1682), d'Asté (1693), Le Normant de Mezy (1706), Bonnegrace (1726), Rivière (ou de Rivière) (1745), de Nas de Tourris (1745), Mervé de Joinville (1755), Rimbaud (1767), Nigot de Saint-Sauveur (1784), Duperrieu de Taste (1810), de Gaulnes (1814), Brunie, de Biré (1825), du Périer de Larsan (1847), de Lambert (1848 et 1960), Bouniol (1875), Hallez (1878), Millhé de Saint Victor (1905), Drouilhet de Sigalas (1930), Durand de Fontmagne (1934), de Saint-Exupéry (1938), de Castelbajac (1880,1964 et 1965), Soucanye de Landevoisin (1970), Jouan de Kervenoaël (1974), la Combe (1981), de Bauffremont-Courtenay (2003), de Bony de Lavergne (2003), de Feydeau de Saint Christophe (2004), de Loppinot (2013), de Brondeau d'Urtières (2015).

## Armes
- D'argent à la fasce de gueules, accompagnée en chef de trois étoiles d'azur et en pointe d'un lion léopardé de sable[75].

## Postérité
- Une rue à Béziers en souvenir de Michel Claude Ange de Lambert des Granges (1914-1940)